# Мушегян, Норайр Тагворович
Нора́йр (Но́рик) Тагво́рович Мушегя́н (арм. Նորայր (Նորիկ) Մուշեղյան; 2 ноября 1935, Ереван — 23 декабря 2011, Ереван) — советский борец вольного стиля, тренер, двукратный чемпион СССР (1958, 1959), обладатель Кубка мира (1958), призёр чемпионата мира (1957) в полулёгком весе. Мастер спорта СССР (1956). Заслуженный мастер спорта СССР (1966). Представлял общество «Динамо». Награждён орденом Трудового Красного Знамени (1968).

## Биография
Родился 2 ноября 1935 года в Ереване, в семье выходцев из Муша и Себастии, которые ещё будучи детьми осиротели и добрались до Еревана во время геноцида армян в Турции.
Первым увлечением Норайра Мушегяна была спортивная гимнастика, но из-за травмы он был вынужден отказаться от занятий этим видом спорта. Заниматься борьбой начал в 1952 году под руководством Арташеса Назаряна. На начальном этапе он не мог сделать выбор между вольной и классической борьбой, но в конце концов в качестве своей специализации выбрал вольную борьбу.
К концу 1950-х годов Норайр Мушегян вырос в одного из ведущих борцов полулёгкого веса не только в Советском союзе, но и в мире. В 1958 и 1959 годах побеждал на чемпионатах СССР, в 1957 году становился бронзовым призёром чемпионата мира, а в 1958 году — обладателем Кубка мира. Однако в 1960 году, после того как несмотря на эти успехи тренерский штаб сборной СССР не включил его в состав участников Олимпийских игр в Риме, Норайр Мушегян принял решение завершить свою спортивную карьеру.
В 1966 году основал в Ереване СДЮШОР по вольной борьбе. В 1971—1977 годах работал в Афганистане и на Мадагаскаре, после чего вернулся к тренерской деятельности в Ереване. Участвовал в организации нескольких турниров по борьбе. Н. Мушегян был также известен в Армении как активный общественный деятель и основатель армянского общенационального союза «Зоравар Андраник».
Умер 23 декабря 2011 года в Ереване.